# Catedral basílica menor de Colima

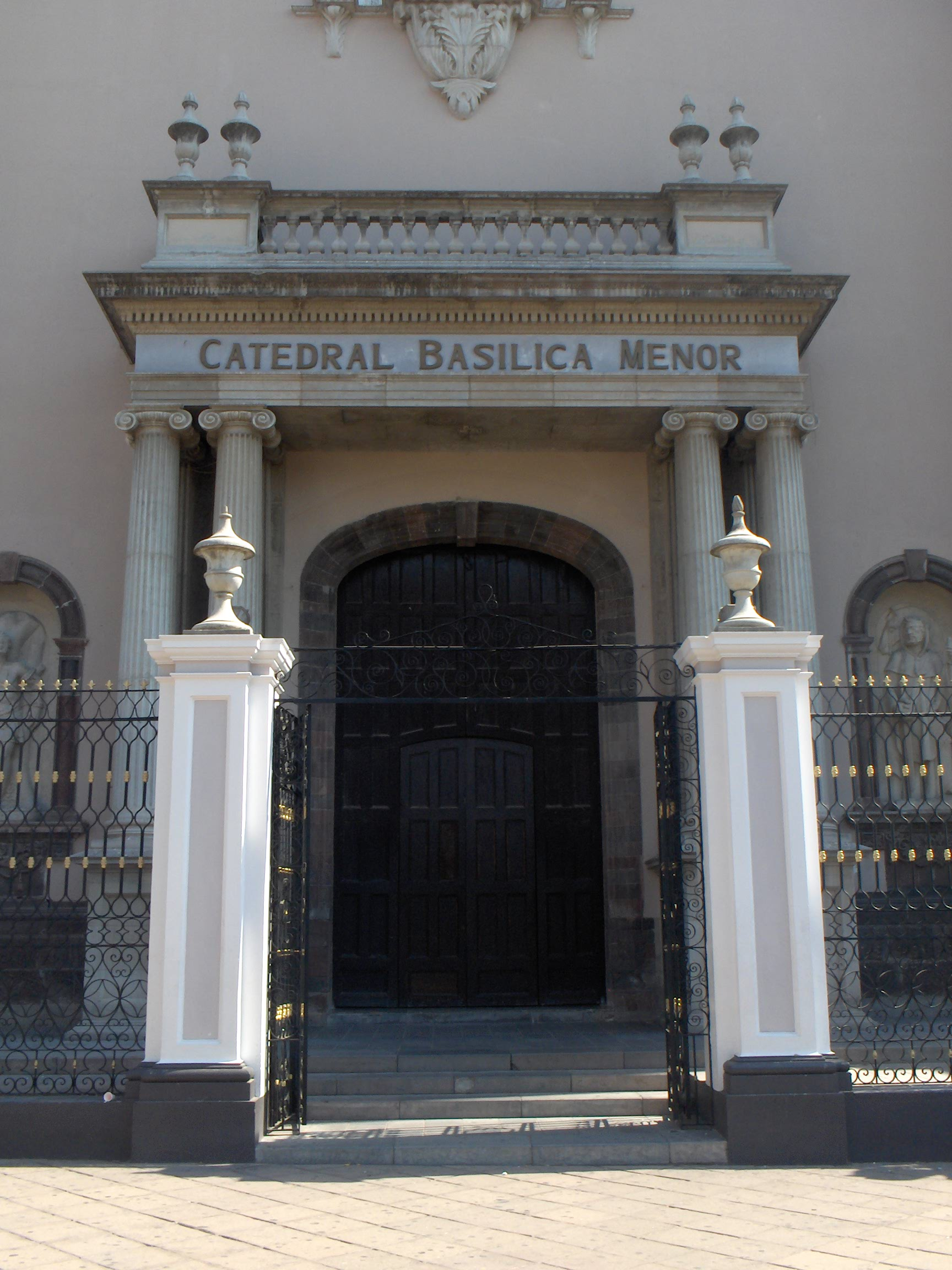
Vista de la portada

La catedral basílica menor de Colima fue designada el 12 de octubre de 1998 por el papa Juan Pablo II, como Basílica Menor, ya que es la primera consagrada a la Virgen de Guadalupe en América Latina. Ubicada en una de las esquinas del Jardín Libertad, en el centro de la ciudad de Colima, Colima, México. Pertenece a la diócesis de Colima.

## Breve historia
Levantada en el mismo lugar que los españoles asignaron para la parroquia y las casas reales de la ciudad. Su origen se remonta al año de 1525 durante la época colonial. Construida de adobe, adornos de oro, ladrillo y piedra soportó ésta las inclemencias del clima y los temblores siendo la catedral más antigua de México y Norteamérica 

## El Templo
La fachada es muy sencilla, de una sola nave protegida por dos torres a los lados. El acesso se enmarcó por arcos jónicos, dos a cada lado, cuyas columnas son estriadas, capitel adornado con volutas y un entablamento con dentículos y sobre la cornisa una balaustrada flanqueada por dos remates en forma de jarrón.
Sobre el acceso hay una ventana coral de arco rebajado con flores que descansa sobre pilastras con relieves.
En la parte superior, separado por el establecimiento, hay un pequeño tambor de gajos rematado por una cruz de cantera.

### Las torres
Las torres son de un cuerpo y el campanario presenta arcos de medio punto flanqueados por partes de pilastras de fuste estriado.

### El interior
En el interior del templo, predomina la decoración de los estilos Barroco y Neoclásico, sobresaliendo las tallas de madera de cedro ejecutadas por los ebanistas Manuel Cedeño y Andrés González; el púlpito es obra del renombrado tallista Othón Bustos; sobresale también la antigua escultura de San Felipe de Jesús, patrono de la ciudad desde 1668.
En su exterior presenta un atrio de pilastras cuadradas con remates de jarrón unidos con herrería colonial, predominando sus torres gemelas y su gran cúpula; actualmente, son las construcciones más altas en toda la ciudad.